# Monestir de Dragomirna
El monestir de Dragomirna es va construir durant les tres primeres dècades del segle XVII, 15 km de Suceava, a la comuna de Mitocu Dragomirnei. És el monestir medieval més alt del nord de Moldàvia i conegut en l'arquitectura ortodoxa per les seves proporcions úniques i detalls complexos, majoritàriament tallats en pedra. Es troba entre turons boscosos d'avets i roures. La història del monestir va començar l'any 1602, quan es va construir la petita església del cementiri dedicada als sants Enoc, Elies i Joan el Teòleg. L'any 1609 es va fer la dedicació de l'església més gran a la "Descens de l'Esperit Sant".

## Història

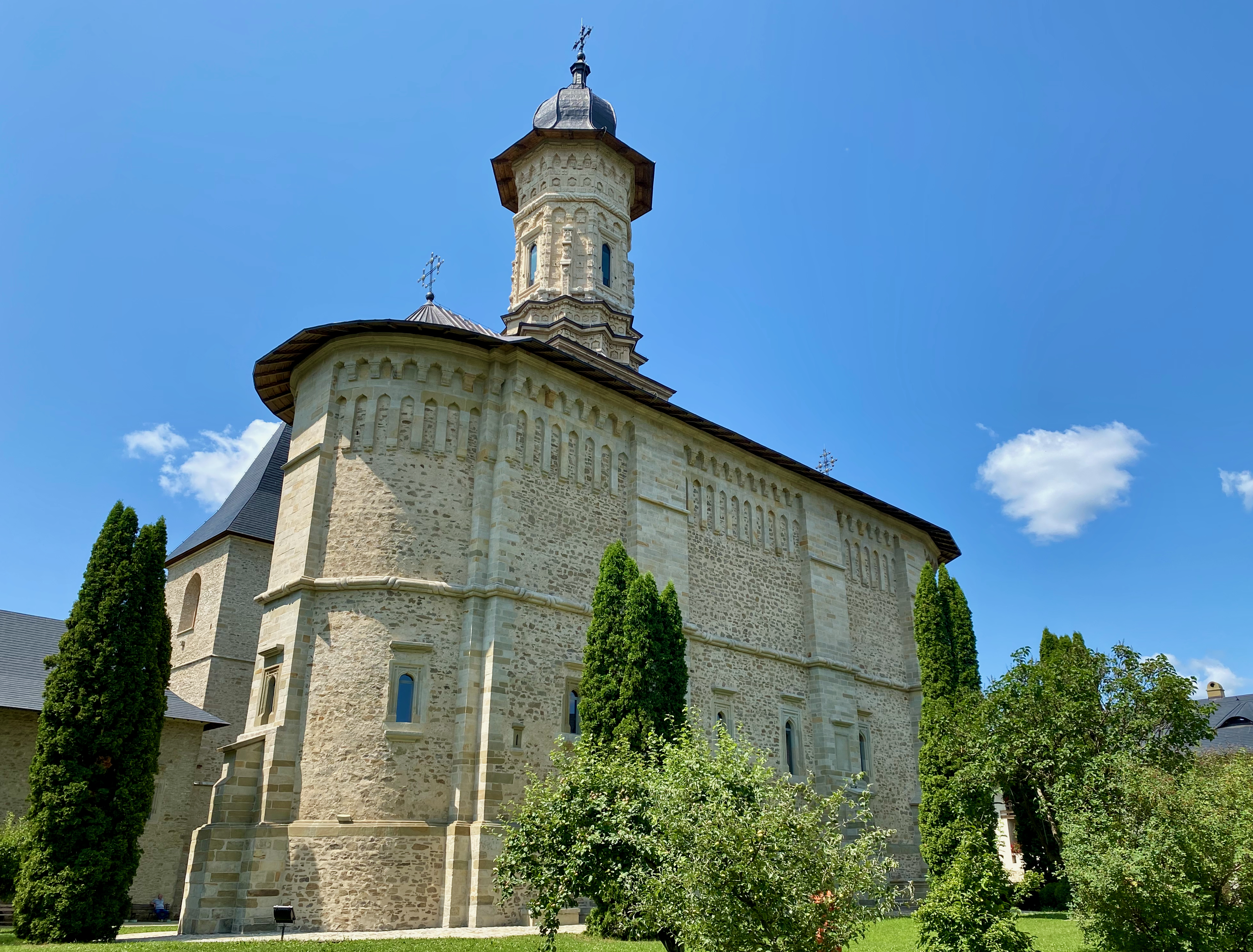
Església

A diferència d'altres monestirs, no hi ha cap inscripció votiva a Dragomirna. L'any en què es va construir i els noms dels fundadors es van descobrir només després de l'estudi dels documents de l'època. Els fundadors van ser els mateixos que per a la petita església del cementiri, l'erudit, artista i metropolità Anastasie Crimca; l'alt canceller Lupu Stroici; i el seu germà, el tresorer Simion Stroici. Nascut a Suceava com a fill del comerciant Ioan Crimca i de la princesa Carstina, Anastasie Crimca es va convertir en monjo al monestir de Putna quan era jove. Allà Crimca va construir la seva fama com a prelat, patriota i erudit i, sobretot, com a artista, que es va expressar al llarg de tota la seva vida. Va ascendir als rangs més alts de l'Església Ortodoxa i es va convertir, el 1608, en el Metropolità de Moldàvia. Durant l'estiu de 1600, va prestar el jurament de fe a Miquel el Valent (també conegut com a "Mihai Viteazu"), que va entrar a la seu principesca de Moldàvia sense lluitar i va aconseguir unir-se per primera vegada a les tres terres romaneses.
Segons la inscripció que hi ha sobre el campanar, l'any 1627, durant el govern de Miron Barnovschi, a causa de les freqüents invasions de turcs i tàrtars, el monestir va ser dotat pel príncep d'una muralla de defensa, que el feia semblar una fortalesa. Als quatre angles, hi ha estretes torres quadrades. Als costats oest i nord hi ha les cel·les, construïdes entre 1843 i 1846. Van formar part de la reconstrucció general. A l'interior del recinte, al costat dret de l'entrada, hi ha el refectori de volta, construït en estil gòtic. Actualment acull el museu d'art antic Dragomirna. La planta de l'església gran és un rectangle molt allargat, sense absis laterals. Sembla construït per desafiar les altures, per buscar la llum; simbolitzava l'oració que s'elevava des del fons del cor cap al cel sagrat.

## Detalls arquitectònics

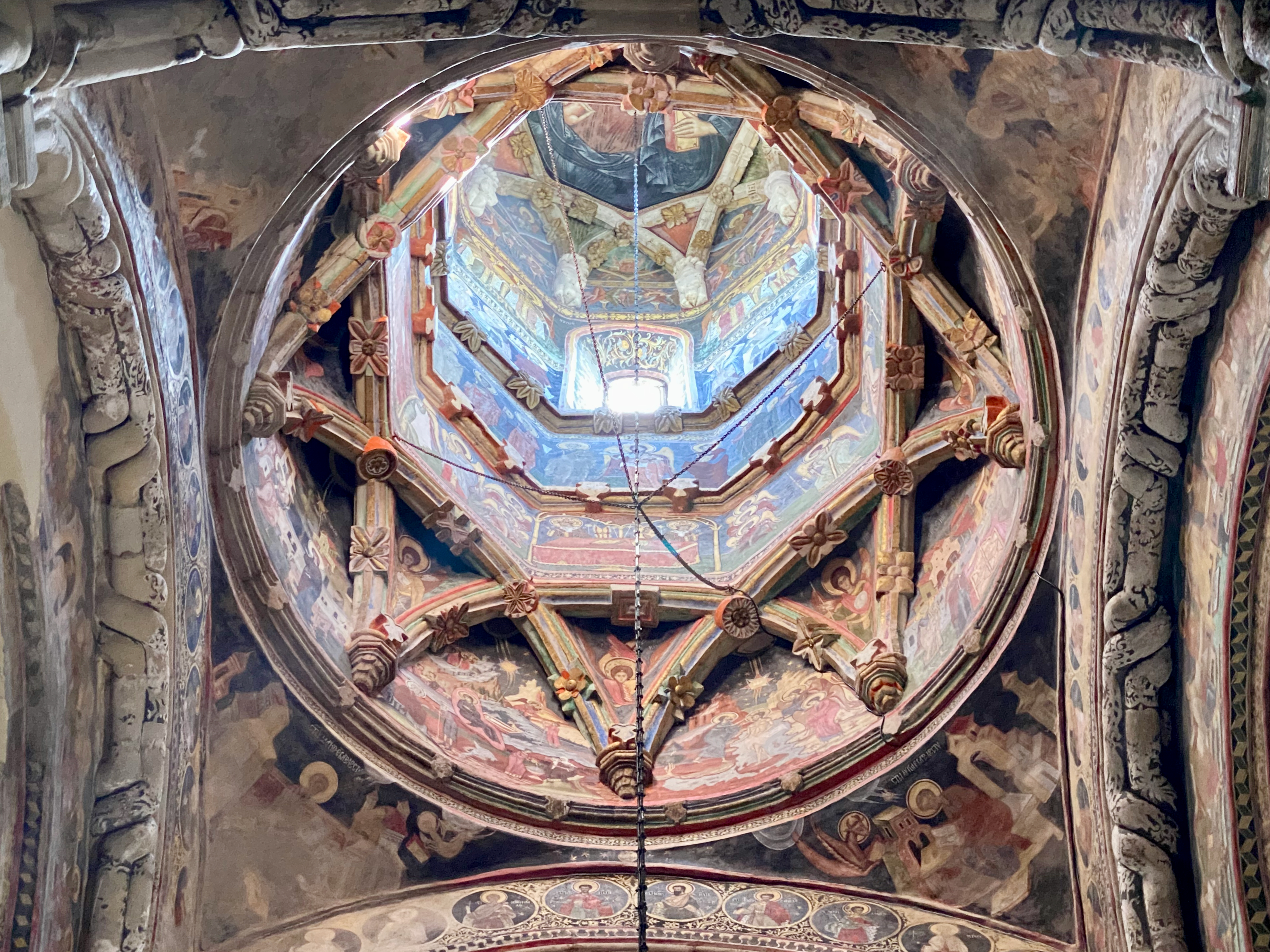
Cúpula

"Veure-ho és una sorpresa alegre", va escriure el gran historiador Nicolae Iorga. "És alt i estret com una fina arqueta amb relíquies sagrades; una joia arquitectònica que adorna els antics boscos de Bucovina". L'església està construïda majoritàriament amb pedra crua sense polir, excepte els pilars, que acaben amb contraforts fets amb pedra polida. A les finestres, els trasts d'estil gòtic tenen reixes creuades. Sota la cornisa hi ha dues bandes d'arcades frisades. L'església està envoltada amb un cinturó de pedra de tres bandes teixides alternativament. Aquest cinturó, símbol de la Santíssima Trinitat, conté també un missatge al·legòric del bisbe, que va viure per veure la unió dels pobles de parla romanesa realitzada per Miquel el Valent: va instar les generacions futures a guiar la unitat nacional i de fe a través de la Santa Església.

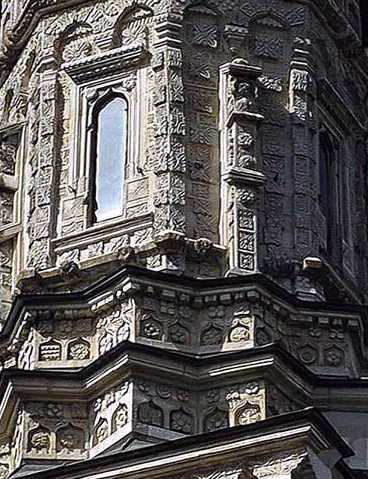
El monestir de Dragomirna - vista de la torre de l'església

La torre de l'església, molt alta i esvelta, decorada arreu, destaca la vertical. L'alçada total fins a la Creu és de 42 metres. Les escultures que decoren la torre representen un repertori de motius ornamentals, geomètrics i vegetals, poc habituals per a l'època de Miquel el Valent i Petru Rareș. L'interior consta del pòrtic, al bema, la nau i l'altar. El pòrtic està elevat sobre el cementiri; des del pòrtic fins a l'altar, set graons milloren la sensació d'ascens i diferencien entre les cambres de l'església. Un encaix de nervis cobreix les voltes, d'estil gòtic occidental, aquí utilitzat en la interpretació artística pel mateix Metropolità. El motiu de la corda trenada es troba a gairebé totes les superfícies de la volta, arcs i interseccions amb murs. Dragomirna no té cambra funerària; hi ha cinc sepulcres al pòrtic i un al bema. Aquest últim pot ser el del fundador en cap, la metropolitana Anastasie Crimca.

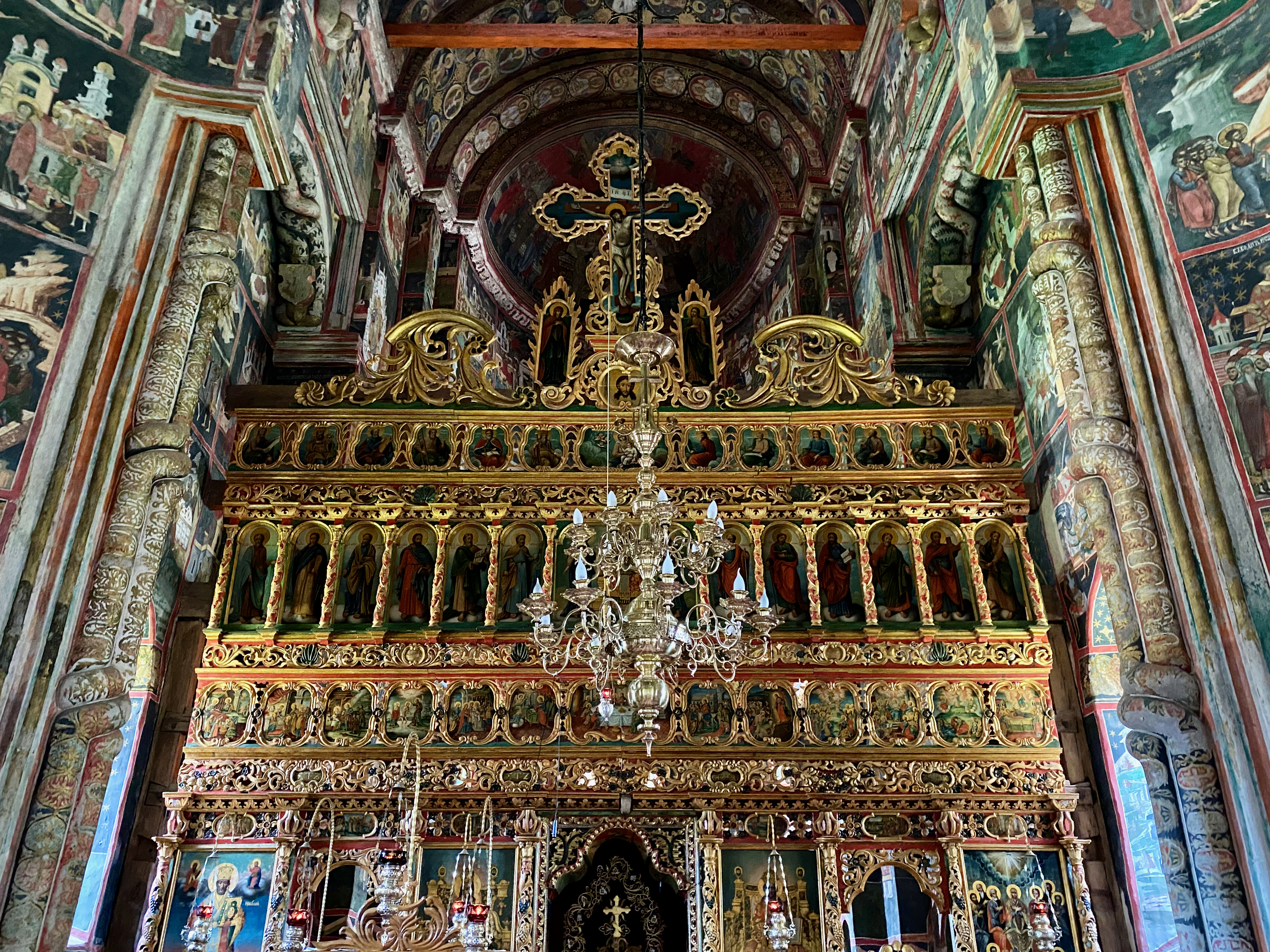
Interior

L'església de Dragomirna està decorada amb frescos esplèndids, però només es troben a l'altar i a la nau. Ningú sap si el bema i el pòrtic també estaven pintats antigament. Les pintures representen un altre element innovador, tant en la temàtica com en les tècniques pictòriques, relacionat més estretament amb l'art iconogràfic i en miniatura. El museu Dragomirna conté elements preciosos de la civilització medieval romanesa: brodats; enquadernacions equipades amb plata daurada, la majoria fetes per Grigore Moisiu; creus tallades en cedre i banús; la llum de les espelmes a la dedicació de l'Església Gran; l'Homiliari del Metropolità Varlaam; peces brodades d'or i plata; i altres objectes eclesiàstics i indumentària sacerdotal.

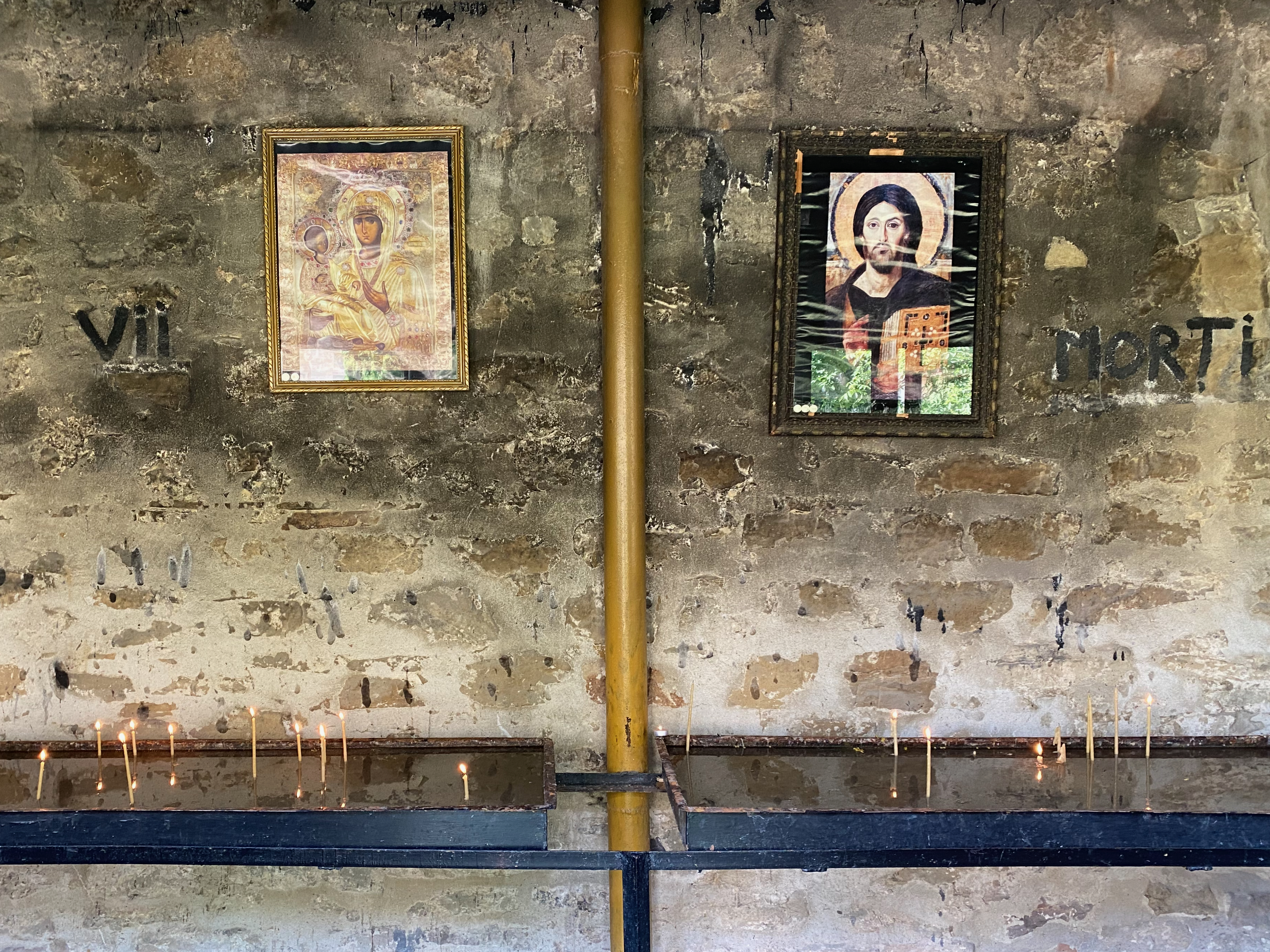
Ofrenes pels vius i els morts (Vii, Morti)

A Dragomirna, la metropolitana Anastasie Crimca va iniciar una escola per a miniaturistes i cal·lígrafs, que es va convertir en "una darrera floració i brillantor de l'art romanès de la miniatura". Cinc manuscrits de l'escola de Dragomirna es conserven al museu del monestir: dues còpies dels Quatre Évangiles, dos missels i un psautier, copiats i il·lustrats per Anastasie Crimca i els seus deixebles. Demostren l'originalitat i el talent dels miniaturistes moldaus. Com a centre de la cultura cristiana i antiga en el passat romanès, el monestir de Dragomirna guarda el tresor artístic que demostra l'amor de la gent per la bellesa i també de la seva habilitat per assolir-la.
L'Església del Descens de l'Esperit Sant és única a Romania per les seves proporcions inusuals. És, amb diferència, l'església més alta i estreta mai construïda. Les seves parets no estan pintades, sinó decorades amb talles de pedra. El 1609, el bisbe Crimca havia construït l'església amb l'ajuda del gran canceller Luca Stroici. La relació entre l'amplada, la llargada i l'alçada de l'església és molt inusual. L'església té nou metres d'amplada, que és una amplada mitjana, però l'alçada de més de 40 metres amunt de la torre del fanal, fa que sembli extremadament estreta. L'església fa l'efecte de ser un vaixell, l'antic símbol de l'Església cristiana. Les façanes estan construïdes amb gres groc rugós.